# Ваби-саби
Ва́би-са́би (яп. 侘寂, «скромная простота»; ваби «непритязательная простота» + саби «налёт старины; умиротворение одиночества») — обширная часть японского мировоззрения: «ваби» ассоциируется со скромностью, одиночеством, не яркостью, однако внутренней силой; «саби» — с архаичностью, неподдельностью, подлинностью.

## Значение термина
Непереводимое на другие языки сочетание двух терминов из японской эстетики «ваби-саби» в общих чертах позволяет сложить представление о красоте по-японски. Внутренняя рифма может привести к ложному заблуждению, что речь идёт о едином понятии, однако в действительности это два разных слова. Начинать объяснение правильнее со второго, считающегося более древним.
Саби этимологически связано с глаголами сабу («ослабевать») и сабитэру («покрываться ржавчиной»), в нём чувствуется сабисии («одинокий»): все эти слова позволяют очертить определённое смысловое поле. В качестве наглядной иллюстрации часто приводят образ «замёрзшего чахлого тростника на морском берегу» из стихотворения Фудзивара Тосинари или одинокой хижины в горах у Сайгё. Ещё один важный аспект этого понятия ― след времени, которое неизбежно накладывает свой отпечаток. Яркая новая вещь не может быть по настоящему красивой; истинную красоту она приобретает только с годами, утратив блеск и взамен получив нечто невыразимое словами, но волнующее душу. Когда Мацуо Басё спросили о саби, он сказал, что представляет себе «старого человека, надевающего парадные одежды, чтобы отправится во дворец».
Ваби этимологически восходит к словам вабу («испаряться», «истощаться»), и вабиси («покинутый»), но не следует забывать и о том, что в нём отчётливо звучит ключевой для японской культуры слог «ва», означающий гармонию. В самом общем понимании ваби ― это простота, скромность, бедность, пресность и отсутствие тех нарочито красивых элементов, которые притягивают взгляд. Философ Судзуки Дайсэцу считал, что ваби ― это «эстетика восхищения бедностью»: «быть довольным маленькой хижиной, миской овощей, собранных в соседнем поле, и звуками осеннего дождя», поскольку бедность и одиночество приводят к освобождению от ненужного стремления стать богатым или популярным, помогают обрести истинную свободу. 
По мнению Леонарда Корена, ваби-саби — наиболее заметная и характерная особенность того, что считается традиционной японской красотой, и она «занимает примерно то же место в японской иерархии эстетических ценностей, какое на Западе занимают греческие идеалы красоты и совершенства». Эндрю Джунипер (англ. Andrew Juniper) утверждает, что «если объект или выражение могут возбудить в нас чувство светлой меланхолии и духовной жажды, тогда можно сказать, что этот объект есть ваби-саби». Ричард Пауэл (англ. Richard R. Powell) подводит итог, говоря: «Подлинное научение ему (ваби-саби) происходит через осознание трёх простых фактов: ничто не вечно, ничто не закончено и ничто не совершенно».
Рассматривая значения отдельных слов «ваби» и «саби», можно найти чувства одиночества и запустения. В дзэнском ощущении мира они видятся как положительные признаки, представляющие освобождение от материального мира и «трансцендентный» выход за его пределы к простой жизни. Сама дзэнская философия, однако, предупреждает, что истинное понимание недостижимо посредством слов или языка, поэтому принятие ваби-саби через несловесные способы выражения может оказаться наиболее подходящим подходом.

## Ваби-саби в японском искусстве

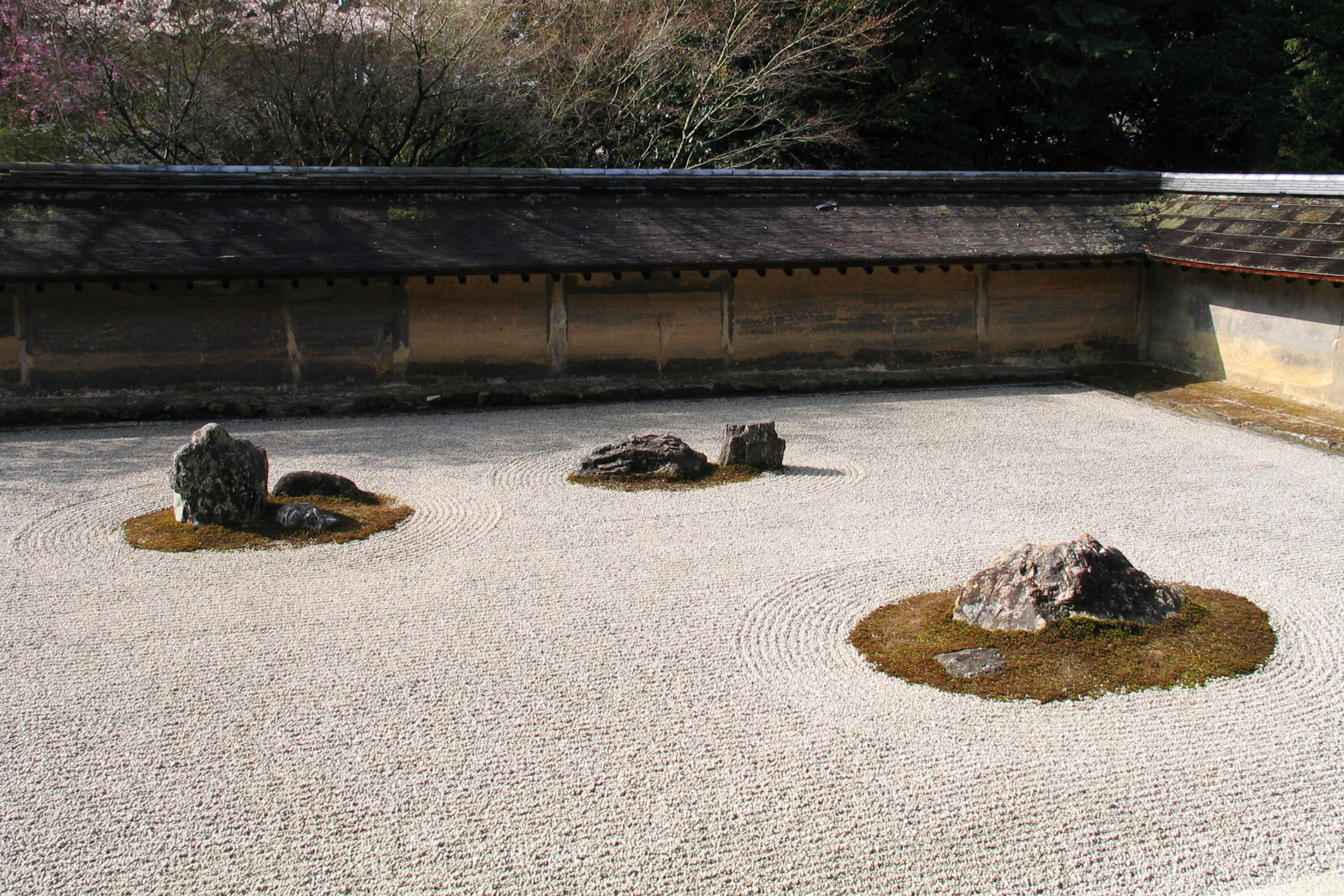
Японский сад камней, как объект ваби-саби

Многие виды японского искусства в течение последнего тысячелетия подвергались влиянию философии дзэн, в частности концепциям восприятия несовершенства, постоянного течения и непостоянства всего. Такие виды искусств могут служить примером эстетики ваби-саби. Ниже дан неполный их список:
- японские сады (например, сад камней), дзэнские сады, бонсай;
- икебана;
- японская чайная церемония;
- японская поэзия, в частности хайку;
- японская керамика, в частности стиль раку;
- хонкёку (традиционная музыка странствующих дзэнских монахов);
- суми-э (одноцветная живопись тушью);
- кинцуги (реставрация керамических изделий).

## Использование на Западе
В 1990-х это понятие было позаимствовано разработчиками программного обеспечения и было задействовано в концепции быстрой разработки ПО (англ. agile software development) и вики для описания одобрения состояния продолжающегося несовершенства, которым обладают результаты этих методов.